# Напівгусеничний рушій

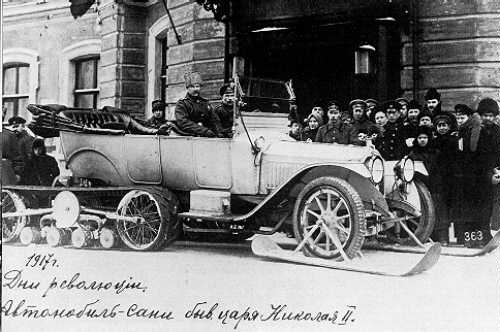
Автомобіль-сани «Packard» Миколи II, обладнаний гусеничним рушієм системи Кегресса (1917 рік). На передніх колесах закріплено знімні лижі, що дозволяють швидко переоснащувати автомобіль з напівгусеничного ходу на лижно-гусеничний і назад, залежно від наявності снігу

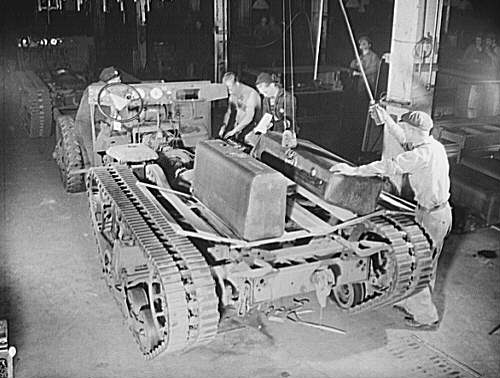
Складання бронетранспортера M3. Добре видно напівгусеничний рушій машини

Напівгусеничний рушій — рушій, що складається з використовуваних одночасно гусениць і коліс.
Іноді напівгусеничний рушій можуть позначати словосполученням «колісно-гусеничний», але зазвичай колісно-гусеничною технікою називають ту, що використовує почергово гусениці для роздоріжжя та колеса для доріг.

## Пристрій
Включає гусеничний рушій, зазвичай розташований на місці заднього моста або мостів аналогічних колісних машин, і керований ведучий або ведений міст. Навантаження від задньої частини кузова напівгусеничної машини розподіляється набором опорних катків, що створює малий питомий тиск на поверхню (зазвичай істотно менший, ніж колісні аналоги, але більший, ніж гусеничні машини). Поворот машини, залежно від конструктивних особливостей моделі, може здійснюватися повертанням керованих коліс, пригальмовуванням відповідної гусениці або комбінованим способом.
Найближчим аналогом напівгусеничного є широко застосовуваний на снігоходах лижно-гусеничний рушій. Можливість швидкого переобладнання ходової частини на лижно-гусеничну (закріпленням на колесах спеціальних знімних лиж) передбачалася також конструкцією багатьох напівгусеничних машин.

## Застосування
Типовим прикладом транспортного засобу з напівгусеничним рушієм є напівгусеничні автомобілі, які нині переважно вийшли з ужитку і не виробляються серійно.
На відміну від автомобільної техніки, де застосування напівгусеничного рушія нині здебільшого вважається менш ефективним, у порівнянні з колісним і гусеничним, у сільськогосподарській техніці напівгусеничний рушій (знімні пристосування для оснащення яким називають напівгусеничним ходом) є затребуваним і досить широко застосовується для підвищення прохідності і тягово-зчіпних характеристик машин на складних ґрунтах.
Нині є перспектива відродження інтересу до застосування напівгусеничних рушіїв в автомобільній техніці, пов'язана зі значним збільшенням довговічності гусениць і наявністю шин, здатних забезпечити порівнянний з гусеничним рушієм тиск на ґрунт. Порівняно з колісними автомобілями, напівгусеничний автомобіль може мати вищу прохідність завдяки застосуванню гусеничного рушія, а порівняно з чисто гусеничними машинами — вищі значення максимальної швидкості руху завдяки використанню кінематичного (за допомогою керованих коліс) способу повороту.

## Галерея

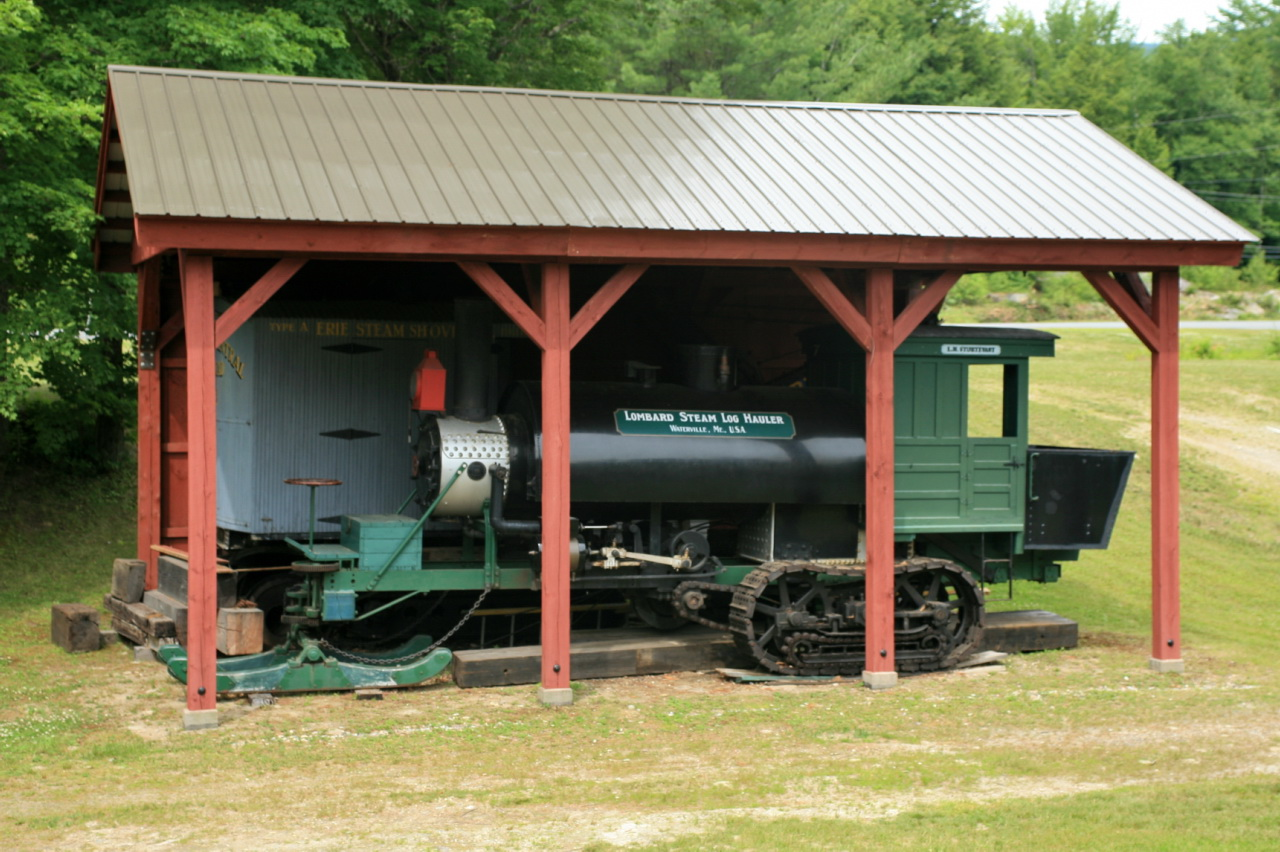
Тягач-лісовоз Е. Ломбарда, 1901
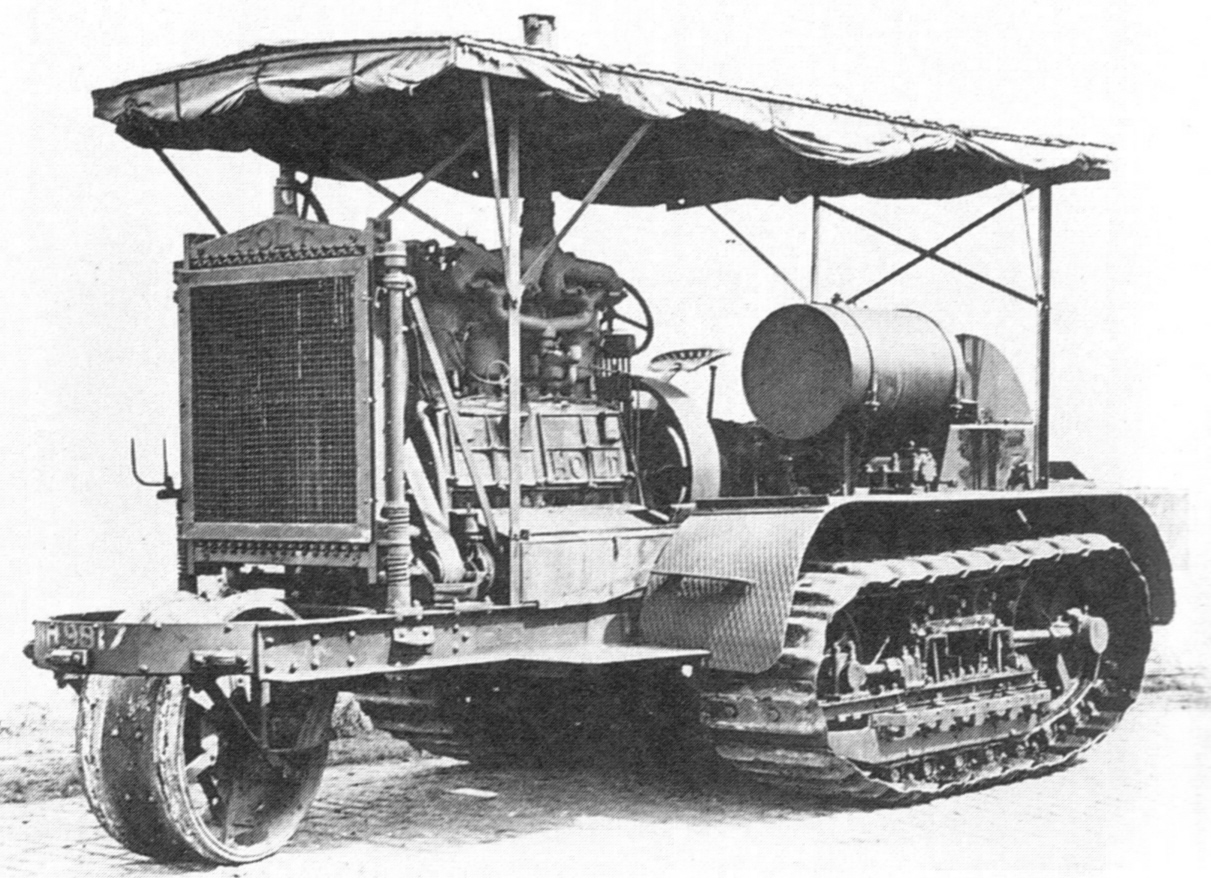
Артилерійський тягач Голта
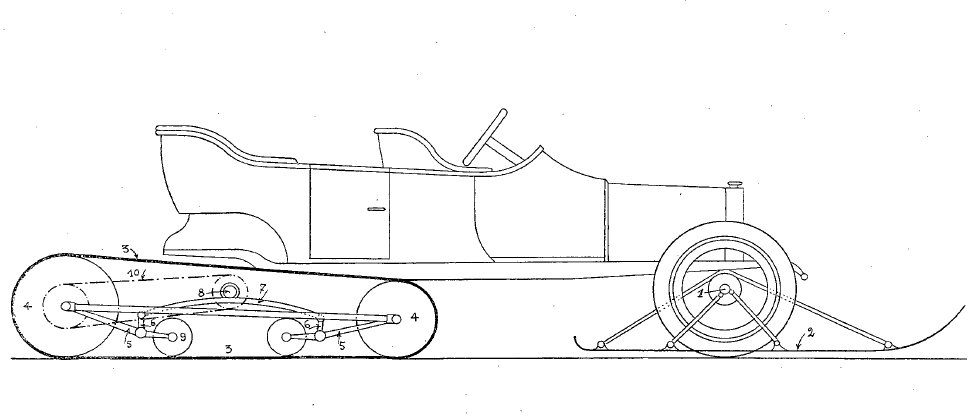
Малюнок з патенту Кегресса. 1913
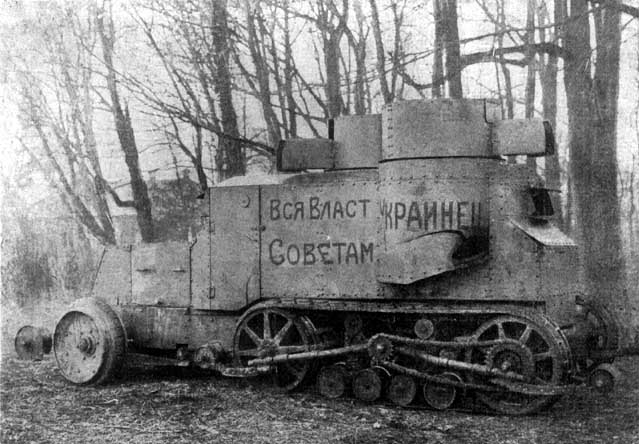
Бронеавтомобіль «Остін-Кегресс» — перша серійна напівгусенична броньована машина
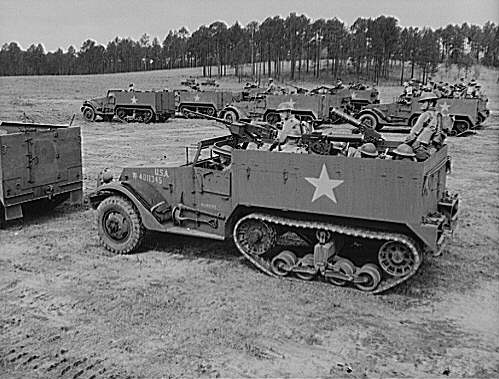
Бронетранспортер M2
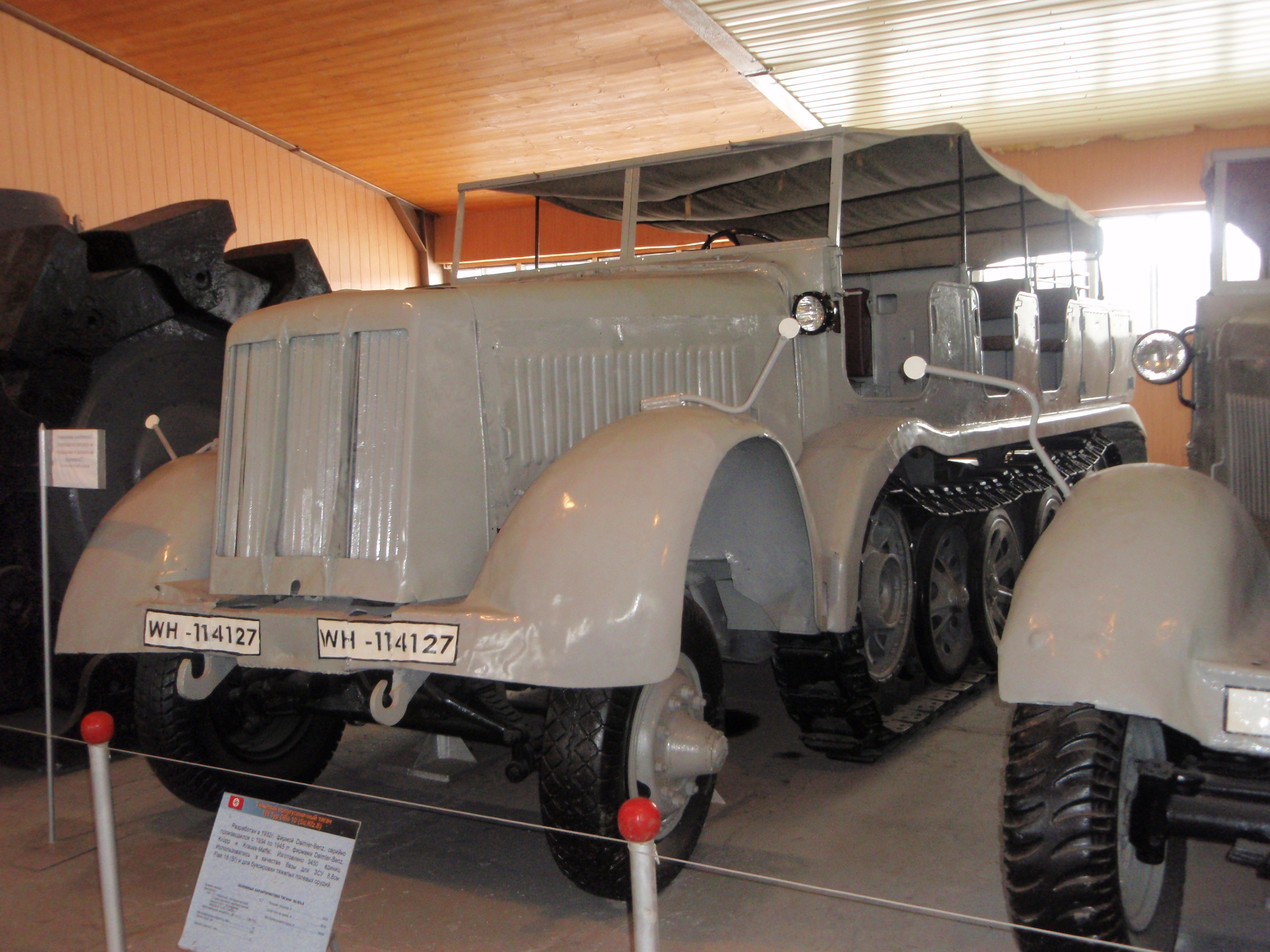
Напівгусеничний тягач Sd.Kfz. 8
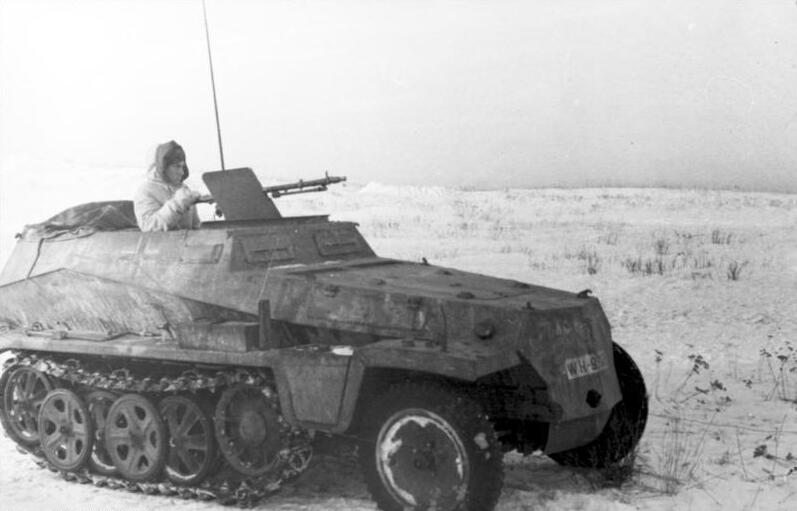
Базова модель Sd.Kfz.250/1